# Papa Linus
Papa Linus (n. 10 d.Hr., Toscana, Italia – d. 79 d.Hr., Roma, Imperiul Roman) a fost, conform tradiției, succesorul lui Simon Petru în funcția de episcop al Romei. Ca și predecesorul său, ar fi murit ca martir creștin și este venerat ca sfânt și martir, deși statutul din urmă a fost pus la îndoială. Este pomenit la 23 septembrie.
Viața și pontificatul său sunt practic necunoscute iar anii perioadei de mandat sunt confuzi și diferiți după autor; aproximativ ar fi fost în funcție între 64/67 și 76/79, în funcție de data morții Sfântului Petru.  
Biserica Catolică îl consideră al doilea episcop al Romei și, în consecință, îl consideră papă, așa cum se menționează în catalogul oficial al Sfântului Scaun, Annuario Pontificio, deși unii îl consideră primul, în timp ce Petru, ca apostol, era superior oricărui episcop sau papă.  Cu toate acestea, trebuie avut în vedere că timpul lui Linus este timpuriu în istoria Bisericii și, prin urmare, s-ar putea considera că, era mai mult decât un episcop, pentru că probabil nu a existat o poziție ca atare, el era un presbiter, responsabilul sau conducătorul unei biserici romane primitive.  

## Viața
Linus ar fi fost ales de Petru ca succesor al său, episcop al Romei. Ca papă a slujit vreme de 11 sau 12 ani, în funcție de sursele istorice examinate. 
Aproape nimic nu se știe despre viața sa și istoricii nu sunt de acord cu datarea papalității sale, dar practic toți autorii sunt de acord să-l menționeze pe Linus ca succesor al lui Petru.  Cel mai vechi autor care se referă la Linus ca episcop al Romei este Irineu, episcopul de Lyon, în lucrarea sa Adversus haereses,  scrisă în jurul anului 180, și care a lăsat astfel, în secolul al II-lea, o mărturie credibilă asupra primilor 12 episcopi ai Romei între care figurează și Papa Linus, identificat cu persoana menționată în a doua epistolă către Timotei (Timotei 4:21). Linus și celelalte personaje menționate, care sunt Claudia, Eubulus și Pudens, ar fi membri ai comunității creștine din Roma, cunoscută de Timotei. Printre autorii care îl identifică cu episcopul se numără Irineu  și Eusebiu din Cezareea.  Eusebiu din Cezareea  îl menționează în Istoria Bisericii, scrisă înainte de 326. Atât el cât și Irineu îl plasează pe Linus imediat după Petru în poziția episcopală romană; în cazul lui Irineu, probabil în urma unei liste de episcopi romani care exista pe vremea papei Eleuteriu, între anii 174 și 189. 
Alți autori care îl menționează ca atare sunt Iulius Africanul și Ipolitus.  Este citat și în lista Catalogului Liberian, în cadrul Cronografiei din 354.  Cu toate acestea, autori precum Ieronim și Tertulian nu au fost de acord atunci când l-au menționat pe succesorul lui Petru și, în loc să-i menționeze pe Linus și Anaclet, l-au plasat pe Clement; motiv pentru care Irineu este de obicei considerat o sursă istorică mai sigură. 

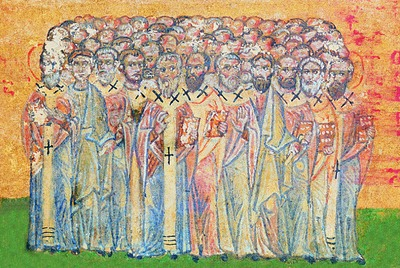
Cei șaptezeci de discipoli într-o miniatură dintr-un manuscris grecesc al secolului XV.

Numele său apare și ca „Linus din Roma” într-o listă, conform canonului catolic, a celor șaptezeci de ucenici ai lui Isus.  Ei apar amintiți, fără a preciza multe nume, în Evanghelia după Luca  în care se explică că el i-a ales și i-a trimis în perechi în diferite regiuni pentru a vesti cuvântul lui Dumnezeu. Totuși, aceasta este și de o istoricitate îndoielnică, deoarece Linus nu apare citat în Evanghelie și Eusebiu menționează că pe vremea lui nu exista o listă cu cei aleși și se cunoșteau doar câteva nume, printre care nu este inclus și cel al lui Linus. 
Conform sursei "Liber Pontificalis", papa Linus era roman, originar italic al orașului Volterra, din regiunea toscană, fiul unui anume Herculán,  în timp ce Constituțiile apostolice spun că mama sa se numea Clàudia.  . Tradiția mai târzie îl prezintă drept învățăcel de la Volterra venit la Roma pentru completarea studiilor. Acolo s-ar fi întâlnit cu Petru, prin care a cunoscut creștinismul și s-ar fi convertit. Figura lui Linus este asociată cu cea a apostolilor Petru și Pavel, stabiliți la Roma, fapt la care ar fi ajutat.  În această perioadă anterioară pontificatului său, Linus ar fi fost trimis, se presupune, să predice în Galia, ca episcop de Besançon.  Mai târziu, i s-a acordat, teoretic, conducerea eparhiei romane și Petru și Pavel, împreună, l-au numit în episcopie. A preluat funcția după martiriile și moartea apostolilor. 
Pe de altă parte, persoanei lui Linus îi sunt atribuite o serie de texte, precum Viața și patima Sfântului Petru, unde explică disputa verbală pe care a avut-o cu Simon Magul,  și câteva scrisori despre martirajele lui apostolii Petru și Pavel, numiți Martyrium Petri și Martyrium Pauli, care au fost trimise la bisericile răsăritene, dar care sunt probabil texte refăcute între secolele al IV-lea . și secolul al V-lea, sau chiar din secolul al VI-lea. În cazul lui Pavel este, în realitate, o parafrază,   o reconstituire gnostică, păstrată doar fragmentar, a așa-numitelor Acta Pauli, texte legendare ale Sfântului Pavel despre convertirea neamurilor.  Toate aceste texte sunt apocrife și, prin urmare, nu sunt ale autorului.

## Pontificat
Pontificatul lui Linus a fost datat în mod tradițional între anii 56 și moartea sa, în 67, pe baza Catalogului Liberian  și a Liber Pontificalis,  și având în vedere că Petru și-a încheiat pontificatul în 55 [se cere sursa acestei informatii]. Aceste date sunt însă incorecte.  Este mai plauzibil că pontificatul său a durat între unsprezece și doisprezece ani, întrucât Eusebiu menționează doisprezece și mandatul său s-ar fi încheiat în al doilea an al domniei împăratului Titus Flavius ( 80 ).  Istoriografia începutului de secol XXI plasează începutul pontificatului său între anii 64 și 67, iar sfârșitul pontificatului său între 76 și 79 ;     deși alții îl extind până la 80. 
Posibil din cauza acestei confuzii, autorii secolului IV, ca Rufín de Aquileia, l-a plasat pe Linus ca șef al comunității romane în timpul vieții apostolului și l-a considerat pe Clement succesorul Sfântului Petru în episcopia Romei.  De aceea în Constituțiile apostolice se reține că a fost hirotonit în mod specific ca episcop, în timpul apostolilor, de către Pavel, și se consideră că Clement I a fost al doilea papă, socotindu-l pe Linus drept primul.  Cu toate acestea, aceste ipoteze nu sunt susținute deoarece, așa cum menționează Irineu , care este o sursă considerată mai credibilă, Linus a fost cel ales să comande Biserica la moartea lui Petru și Pavel, martirizați în timpul persecuției lui Nero, și tocmai la sfârșitul acestei persecuții Linus a început pontificatul. De aceea datarea mandatului de la moartea apostolilor este inexactă.  
Epoca în care deține funcția este aceea a unei Biserici care trăiește în umbra statului roman și încă cu o influență enormă a tradiției grecești.  Cu puțin timp înainte de sfârșitul pontificatului său, Linus a văzut sosirea masivă a prizonierilor evrei la Roma. Acest lucru s-a întâmplat după ce Imperiul a distrus orașul Ierusalim și templul său din ordinul împăratului Titus Flavius pentru a înăbuși o revoltă violentă, începută în 66, care a dus la capturarea Palestinei și asediul capitalei acesteia. Mulți dintre prizonieri au ajuns să lucreze la construcția Amfiteatrului Flavian .   Martiriul evangheliștilor Luca și Marcu a avut loc și în acești ani. 
Cele două prevederi ale sale, greu de verificat, apar menționate în Liber Pontificalis . Unul este un ordin dat „în conformitate cu rânduiala Sfântului Petru” conform căruia femeilor li se cerea să intre în biserică cu un văl care le acoperea capul.  Totuși, această atribuire este o simplă invenție a autorului Liberului la copierea „ Primei scrisori către Corinteni ”, care a ajuns să o atribuie în mod arbitrar lui Linus.   Cu toate acestea, această expresie reprezintă o încercare de conciliere a tradiției conform căreia Clement a fost succesorul lui Petru, afirmând că Linus și Anacletus erau un fel de însoțitori ai apostolului, conform argumentului lui Rufin din Aquileia. în traducerea Recognitiones pseudoclementine, care în comparație cu Irineu, nu merită aceeași credibilitate.  A doua prevedere atribuită lui de Liber Pontificalis este crearea primilor cincisprezece episcopi și optsprezece presbiteri. 

## Rolul în Biserica primară
Asupra funcțiilor și responsabilităților efective ale lui Papa Lin în cadrul Bisericii Catolice pot fi formulate numai ipoteze - sunt de părere cercetătorii - "datorită faptului că episcopatul monarhic nu era încă constituit". Papa Lin a condus credincioșii creștini din Roma într-o perioadă de mari convulsiuni politice.
În vara anului 64 e.c., trei cartiere din Roma au fost distruse de un incendiu de care a fost acuzat împăratul Nero care îi acuză la rândul său pe creștini și dezlănțuie o prigoană cumplită împotriva lor. Acestor creștini persecutați le este adresat îndemnul din prima scrisoare a lui Petru: "Să nu vi se pară stranie proba focului stârnită împotriva voastră (...) dimpotrivă, bucurați-vă pentru această porție de suferință pe care voi o îndurați pentru Christos".
În această prigoană s-a sfârșit și Simon Petru, probabil în 67, urmat de Papa Lin, într-o perioadă de încercare și de mari pericole.
Nero s-a stins în anul 68, cerând unui sclav să-l înjunghie și, chiar în acel an, urmează alte decese : Galba este decapitat în For, Otho se sinucide, Vitellius este linșat de romani.
În 69, odată cu venirea la putere a lui Vespasian, revine ordinea și pacea la Roma. Dar  atunci a izbucnit în Palestina revolta iudaică împotriva Romei, această revoltă se va încheia în 70 e.c. cu ocuparea Ierusalimului de trupele armate ale lui Titus (fiul lui Vespasian), cu profanarea și distrugerea templului: evenimente sfâșietoare pentru evrei și chiar pentru creștini și, prevestitoare de catastrofe universale iminente; un apropiat "sfârșit al lumii".
Tocmai în acești ani este chemat Papa Lin la slujire cu sarcina de a-i reînsufleți pe credincioși și de a-i călăuzi în confuzia doctrinară provocată de apariția sectei de (milenariștii). Papa Lin a menținut uniunea ecleziastică într-o perioadă caracterizată prin mari pericole și o profundă instabilitate politică. În decursul acestei crize politice s-a conturat idea și forma a ceea ce va deveni ulterior  "episcopat monarhic".

## Moartea

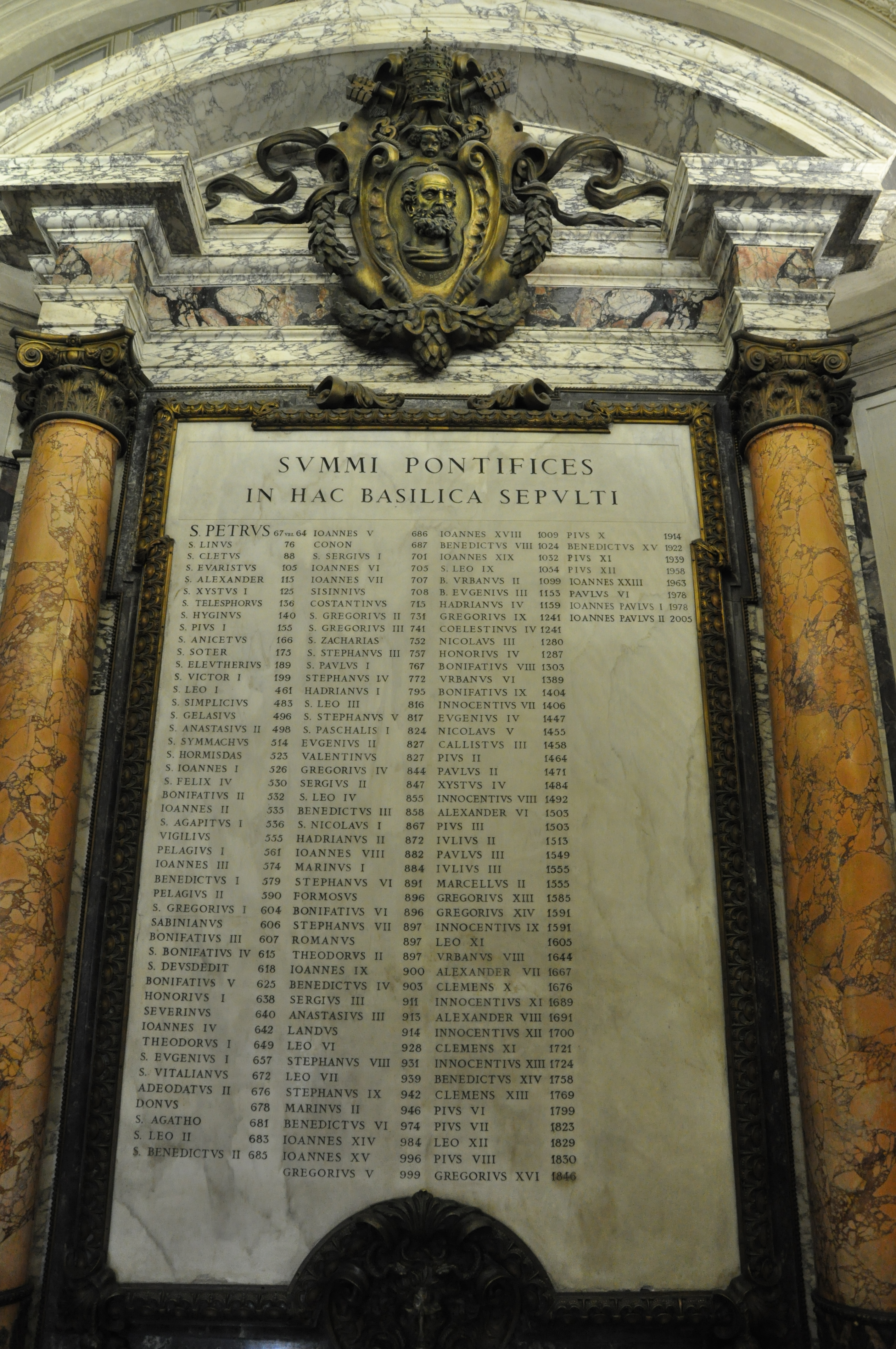
Lista papilor îngropați în grotele de sub Bazilica Sfântul Petru. Îl prezintă pe Linus, care conform tradiției a fost înmormântat în „Vatican”, deși mormântul său nu a fost găsit.

La moartea sa, Linus a fost probabil înmormântat pe Dealul Vaticanului .  Liber Pontificalis menționează pur și simplu „Batican”,   mai sus unde se află în prezent Bazilica Sf. Petru din Vatican, posibil lângă Sf. Petru. Când s-a construit actuala clădire, în 1615, s-a efectuat o săpătură, în cadrul căreia Francesco Maria Torrigio a adunat în însemnările sale descoperirea unor sarcofage, printre care se afla o piatră funerară despre care o vreme s-a crezut că ar fi din mormântul lui Linus, deoarece pe ea era înscris cuvântul LINVS .  În realitate însă, încă din secolul IX pelerinii au dus presupusele relicve ale sfântului la locurile lor de origine.  Inscripția respectivă a fost studiată ulterior de arheologul italian Giovanni Battista de Rossi și a fost complet exclusă posibilitatea ca de mormântul lui Linus să fie vorba, deoarece numele în cauză scris acolo era fragmentar și făcea parte dintr-unul mai lung, probabil „Aquilinus”. sau „Annullinus”.  
Tradiția datează moartea lui Linus la 23 septembrie, dar anul este necunoscut. Biserica Catolică îl venerează ca sfânt și îi celebrează sărbătoarea în această dată.  Cu toate acestea, Martyrologium Floro l-a comemorat pe 26 noiembrie, în timp ce în tradiția greacă este menționat pe 4 sau 5 noiembrie.  Despre sfințirea sa, în secolul IV nu exista un fel de tradiție liturgică, pentru că la sfârșitul secolului II nu existau astfel de serbări în preajma martirilor și, din acest motiv, Linus nu apare în lista sărbătorilor sfinților. 
O legendă spune că a fost martirizat și i-a tăiat gâtul cu sabia de către consulul roman Saturn.  Relatarea martiriului și a sfințirii lui se poate duce până la secolul ix, când și el începe să fie considerat martir prin intermediul sabiei; până atunci, singurul papă care se considera că a murit decapitat a fost Telesfor.  Totuși, este de asemenea necesar să avem în vedere că tradiția creștină catolică, în general, consideră că toți papii anteriori promulgării Edictului de la Milano sunt martiri.  Cu toate acestea, istoricii subliniază că în timpul mandatului acestui episcop, între domniile lui Nero și Domițian, nu se cunoaște nicio persecuție a creștinilor, așa că este puțin probabil să fi murit astfel.  În 1969 numele său a fost scos din Calendarul Roman  și sărbătoarea sa redusă, deși a rămas în Martirologiul Roman la data de 23 septembrie și cu titlul său. 

Din tradiția creștină despre sfânt, în secolul x i-a fost dedicată o capelă la Milano de către episcopul Arderico, în raport cu tradițiile hagiografice locale. Potrivit lui Raffaele Maffei, vestea despre originea toscană a făcut ca o tradiție locală din Volterra, de origine medievală, să-i plaseze nașterea în această localitate, în sânul familiei maurilor. În 1513, a fost construită o biserică cu hramul Sfântului Linus cu o mănăstire anexată și au fost create și numeroase texte despre originile Sfântului în Volterra. 

Numele lui și cel al lui Anaclet apar în canonul roman al Misei, în Comunicantes,  în care există o succesiune de papi, sfinți și martiri, așa cum se menționează în Liber Pontificalis. 

## Scrieri atribuite de tradiție
Papei Linus îi sunt atribuite "Faptele sfinților Petru și Paul" (apocrif din sec. I) și "Disputa cu Simon Magul".
Papa Linus și-a încheiat viața creștină sigilând propria credință cu sângele: a murit martir sub Domițian - spun unele surse; altele însă - și faptul că nu este menționat ca martir de Irineu din Lyon, pare să confirme - spun că la moartea lui Biserica trăia în pace sub Vespasian, iar cinstirea sa ca martir se datorează numai faptului că a suferit în acele timpuri atât de confuze și de primejdioase.

## În iconografie
În iconografie are emblemă palmierul.